# Simon Westaway
Simon Westaway, né le 22 décembre 1958 Buckinghamshire, est un acteur australien.
Il est principalement connu pour avoir succédé à Bryan Brown dans le rôle de Luke O’Neill, dans la suite de la série Les oiseaux se cachent pour mourir : Les Années oubliées et avoir joué dans des séries télévisées telles Mission impossible, 20 ans après, Flipper , Les Voisins ,  tenu des rôles principaux dans les séries Phoenix (en) et Janus (en)   et avoir joué au cinéma dans La Ligne rouge ,et Babe, le cochon dans la ville.

## Biographie
Simon Westaway est né en 1958 en Australie. Il a été membre de la police victorienne de 1977 à 1987. Au cinéma, il se verra souvent confier des rôles de policier.
Il commence sa carrière au théâtre en 1988 avec son ami Russell Crowe dans les pièces The Rocky Horror Show  et The Blues Brothers et tient son premier rôle à la télévision en 1986 dans un épisode de la longue série policière « Prisoner ».
On le remarque dans des séries populaires comme Mission impossible, 20 ans après en invité vedette.
Il se fait connaître avec le rôle du sergent Peter Noddy Faithfull dans la série policière Phoenix en 1992-1993 et dans sa série dérivée Janus en 1994-1995.
Simon Westaway s'est beaucoup consacré à la télévision, jouant dans des séries comme personnage récurrent ou en tant que vedette invitée. 
Il succède à  Bryan Brown dans le rôle de Luke O’Neill dans Les Oiseaux se cachent pour mourir : Les Années oubliées en 1996.
Il a été doublé notamment par Pascal Germain et Mathieu Buscatto.
Il a animé une émission de téléréalité "Seven Networks Self Patrol". Il a également prêté sa voix à une publicité pour la bière australienne Forster à la télévision américaine.

## Théâtre
- 1988 :  The Rocky Horror Picture Show
- 1988 :  The Blues Brothers
- 2002 :  The Man From Snowy River  de  David Atkins et Ignatius Jones au Sydney Entertainment Center à Sydney, Australie : rôle de Dan Milligan

## Filmographie

### Télévision
- 1989 : Prisoner (série télévisée) ( saison 8, épisode 81) : Officier Blunt
- 1989 : Rafferty's Rules (série télévisée) (épisode : "Home") : Vincent Paul Vincent
- 1989 : Les Voisins (Neighbours) (série télévisée) : Kevin Harvey (6 épisodes)
- 1989 : Pugwall (série télévisée) (épisodes : "Enter Pugwall", "Hospital", "Hollow Drums") : le premier policier
- 1989 : Summer Bay (série télévisée) (1 épisode) : Sergent colonel Baker
- 1989 : Mission impossible, 20 ans après (Mission: Impossible) (série télévisée)  épisode : « Soirée de gala » (Command Performance) : Lieutenant Muler
- 1990 : Family and Friends   (Série télévisée) 88 épisodes : Damien Chandler
- 1992 : Cluedo   (Série télévisée) (épisode : "The Cure") : Buffo Francis
- 1992-  1993 : Phoenix (en) : Peter Faithfull (26 épisodes)
- 1993 : Crocadoo (série télévisée d'animation) : Voix de Jazz
- 1994 : Time Trax (série télévisée) (épisode : « The Predator ») : Nick Randell
- 1994-  1995 : Janus :  Peter Faithful  (25 épisodes)
- 1995 : Sahara (téléfilm) : Williams
- 1995 : Soldier Soldier (série télévisée) 2 épisodes (épisodes : "Far Away" et "Ill Wind") : Major Ian McKinnon
- 1996 : Les Oiseaux se cachent pour mourir : Les Années oubliées (« The Thorn Birds, The Missing Years ») : Luke O’Neill
- 1996 : Naked : Stories of Men (série télévisée) (épisode : "Coral Island") : Père Breslin
- 1996 : Pour l’amour du risque  (téléfilm)  (Hart to Hart: Harts in High Season) : Bully
- 1996 : G.P. (série télévisée) (épisode : "A Stiff Upper Lip") : Lieutenant Colonel Brian Parsons
- 1996 : Histoires Peu Ordinaires (série télévisée) (épisode : "Directly from my Heart to You") : John Berryman
- 1997 : Fallen Angels (série télévisée) (épisode : "Chinese Whispers") : Eddie Hallat
- 1997 : Big Sky (en) (série télévisée) (épisode : "Paradise") : Luke
- 1997 : Wildside (série télévisée) 2 épisodes : Sénateur Phillip Dunleavey
- 1997 : Fable (téléfilm) : Henry Fable
- 1998 : Crocadoo 2 (série télévisée d'animation) : Voix de Jazz
- 1999 : Alien Cargo (téléfilm) :  Adam Iberra, SSS17 First Watch
- 1999 : Flipper (série télévisée) (épisode : « The Predator ») : Nick Randell
- 1999 : Halifax (« Halifax f.p.) (série télévisée) (épisode : « Someone You Know ») : Jon Knight
- 1999 : The Micallef Program (série télévisée) 1 épisode : Le détective
- 1999 : Instinct mortel: prise d'otages ("Chameleon II: Death Match") (téléfilm) : Reynard Dulac
- 1999-2000 : BeastMaster, le dernier des survivants ("BeastMaster") (série télévisée) : Baha
- 2000 : Tales of the South Seas (série télévisée) (épisode : "Fool's God") : rôle sans nom
- 2001 : The Finder (téléfilm) : Les Kearney
- 2002 : Stingers (série télévisée) (épisode : "Inside Man") : Leo Goldman
- 2003 : The Man from Snowy River : Arena Spectacular (téléfilm) : Dan Mulligan
- 2003 : White Collar Blue (série télévisée) 1 épisode : Jack McCabe
- 2003 : Temptation (téléfilm) : Bob
- 2004 : Small Claims (téléfilm) : Détective Inspecteur Ray Vaughn
- 2004 : Blue Heelers (série télévisée ) 2 épisodes (épisodes : "Away Games" et "Special Treatment") : Abe Burrows
- 2004 : Through My Eyes (série télévisée ) 2 épisodes : Dennis Barritt
- 2005 : Cable (téléfilm) : Bruno
- 2005 : Blue Water High : Surf Academy (série télévisée) (épisodes : "The Band Plays On" et "Suspicious Minds") : Mr.Sanderson
- 2005 : The Alice (Mini-série) 1 épisode : Senior Sergent Milroy
- 2008 : Underbelly (série télévisée) 9 épisodes : Mick Gatto
- 2014 : Rake (série télévisée) 1 épisode : Gordon Martin
- 2014 : Fat Tony and Co (Mini-série) 7 épisodes : Mick Gatto (reprise du personnage de "Underbelly")
- 2014 : Old School (Mini-série)  (épisode : "Sky the Towel") : Dave Granger
- 2015 : Squirrel Boys (série télévisée) 1 épisode : Le coach

### Cinéma
- 1987 : Slate, Wyn and Me de Don McLennan : Le policier
- 1987 : Running from the Guns de John Dixon : Le policier à moto
- 1987 : Feathers de John Ruane : L'animateur de courses de voitures à la TV
- 1988 : Tender Hooks de Mary Callaghan : Le policier motard
- 1993 : No Worries de David Elfick : Le commissaire priseur
- 1996 : Film noir (court métrage) de Michael Liu : Voix[7]
- 1998 : Attractions fatales (" When Love Comes") de Garth Maxwell : Eddie
- 1998 : Justice de Ron Elliott : Détective sergent Alan Blacke
- 1998 : La Ligne rouge (The Thin Red Line) de Terrence Malick  : le premier éclaireur[8]
- 1998 : Babe, le cochon dans la ville  (« Babe, Pig in the City)  de George Miller :  Le détective
- 1999 : Komodo  de Michael Lantieri (en) : Bracken
- 2002 : Australian Rules  de Paul Goldman : Bob Black
- 2002 : Tempe Tip  de Michael Ralph : Vladimir
- 2006 : Happy Feet  de George Miller,  Warren Coleman et Judy Morris
- 2015 : Manny Lewis   d' Anthony Mir : Joel Hillman

## Vie privée
Divorcé en 2009, 3 enfants : Jackson, Bella and Ruben